# Пламен Масларов
Пламен Масларов е български режисьор, актьор, сценарист и продуцент.

## Биография
Роден е на 1 януари 1950 г. в София. През 1974 г. завършва театрална режисура във ВИТИЗ „Кръстьо Сарафов“. Докато учи, работи като асистент-режисьор и играе като актьор. След като завършва, работи като режисьор в театрите в Пловдив и Бургас. По-късно специализира режисура и драматургия в Париж. Режисьорският му дебют е късометражният „Ситуация“, а първият му пълнометражен филм е „Любовта на Мирон“ (1980). В периода 2001 – 2003 г. е директор на Народния театър „Иван Вазов“, а от 2004 г. на Българската национална филмотека.
Умира на 8 юни 2010 г. в София. Погребан е в Централните софийски гробища.

## Филмография
Като режисьор
- Похищението (2009)
- 170 години от рождението на Васил Левски (2007)
- Ведомост (2007)
- Една нощ (2003)
- Гост от морето (2002)
- Пролетна измама (2001)
- 14 целувки (1997)
- Кмете, кмете (1990)
- Под дъгата (1989)
- Забранено за възрастни (1987)
- Съдията (1986)
- Зелените поля... (1984)
- Слънчеви пера (тв, 1981)
- Любовта на Мирон (1980)

Като сценарист
- Гост от морето (2002)
- 14 целувки (1997)
- Резерват (1991)
- Кмете, кмете (1990)
- Скъпа моя, скъпи мой (1986)
- Съдията (1986)
- Любовта на Мирон (1980)

Като актьор
- Зад кадър (2010)
- Военен кореспондент (2008) ходжата
- Аритмия (1992)
- Задушница (1981) – партизанинът
- Кръвта остава (1979) Къдрокосият
- Петимата от PMC (1977), 5 серии - (в 2 серии: I, IV)
- Синята лампа (1974), 10 серии – в (3 с. „Зодия Дева“)
- ...И дойде денят (1973) Мустафа

Като продуцент
- Граница (1994)